# Rhaphuma duplex
Rhaphuma duplex är en skalbaggsart som beskrevs av Holzschuh 1991. Rhaphuma duplex ingår i släktet Rhaphuma och familjen långhorningar. Inga underarter finns listade i Catalogue of Life.